# Ectoedemia insularis
Ectoedemia insularis là một loài bướm đêm thuộc họ Nepticulidae. Nó được miêu tả bởi Puplesis năm 1985. Nó được tìm thấy ở Sakhalin in Nga.